# Chlorophytum perfoliatum
Chlorophytum perfoliatum är en sparrisväxtart som beskrevs av Shakkie Kativu. Chlorophytum perfoliatum ingår i släktet ampelliljor, och familjen sparrisväxter. Inga underarter finns listade i Catalogue of Life.